# Улица Мичурина (Феодосия)
Улица Мичурина — короткая, около 350 м, улица в исторической части Феодосии. Проходит, заворачивая углом, от улицы Горького до улицы Желябова.

## История

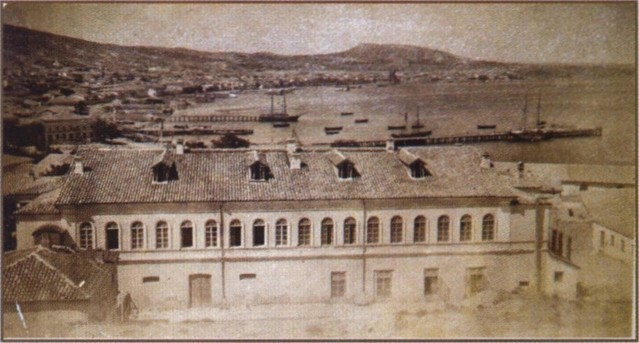
Старое здание гимназии

Находится в границах древней генуэзской крепости. Одна из ведущих к Феодосийскому порту улиц караимской слободы.
При российском правлении в районе улицы был устроен городской сад и театр. На улице располагалось первое здание Феодосийской мужской гимназии.
На улице сохранилось брусчатое мощение. Историческая застройка погибла во время Русско-турецкой войны 1768—1774 годов. 
На территории детского сада № 3 (угол с улицей Желябова) сохранились руины турецкой бани (XVI—XVII века) и фонтан.
Современное название, как и большинства соседних улиц, дано в советское время. Улица названа в честь русского советского учёного в области биологии и селекции растений И. В. Мичурина (1855—1935).
В годы Великой Отечественной войны район улицы вновь был сильно разрушен, застройка воссоздавалась уже в послевоенные годы, в основном по типовым проектам. Наиболее значительным зданием на улице является комплекс средней школы № 10 (открыта в 1964 году).

## Достопримечательности

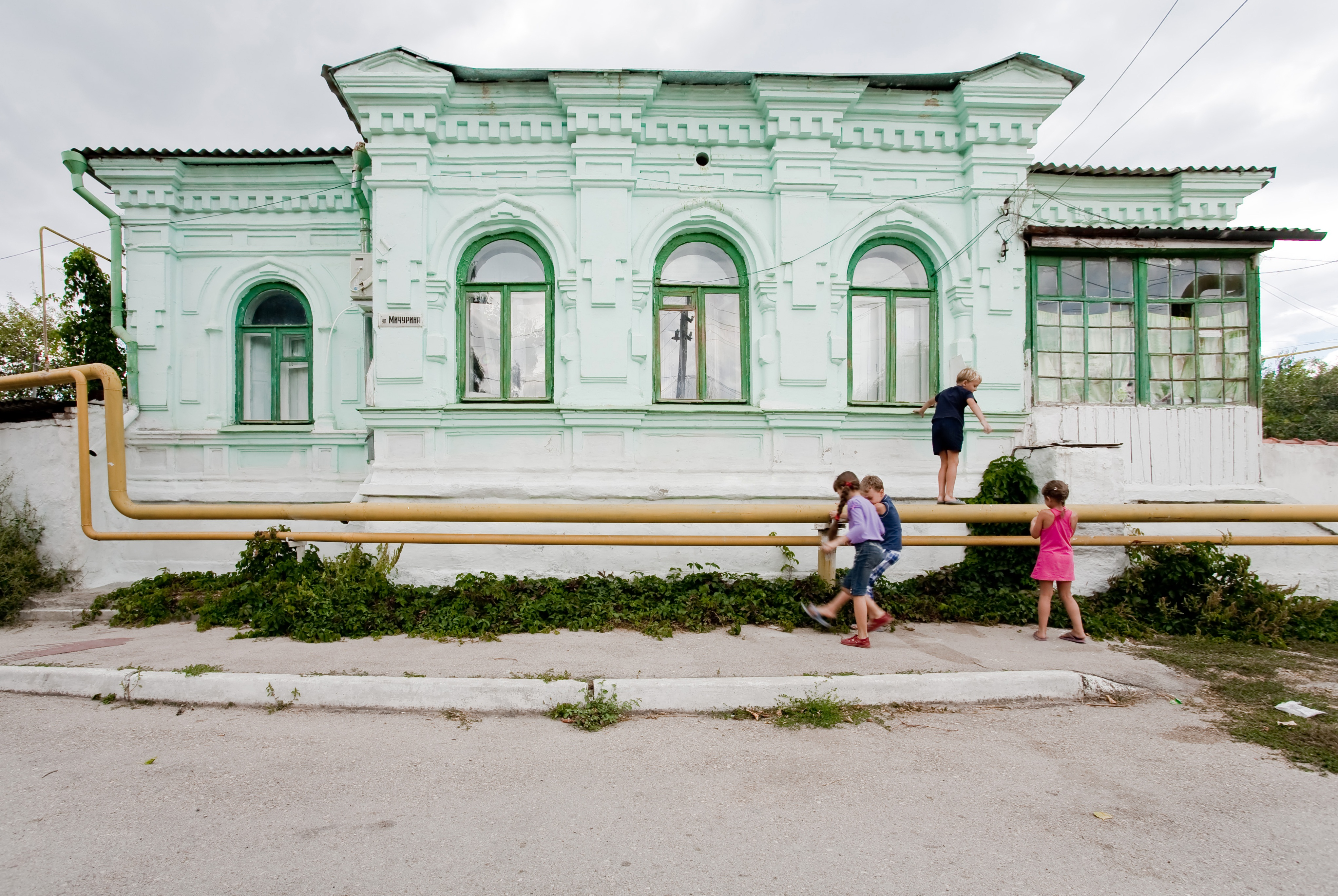
Улица Мичурина, 19

д. 10 — жилой дом 